# Wisła Kraków SA
A Wisła Kraków labdarúgócsapat a lengyelországi Krakkóban. 1906-ban alapították. A klub emblémája: fehér csillag vörös mezőben. A klub az egyik legsikeresebb csapat Lengyelországban 13 lengyel bajnoki címmel, amelyből 6-ot ebben az évtizedben nyert.
A Wisła Kraków a 2000-es évek egyik legsikeresebb lengyel futballklubja volt, 1999 óta nyolc bajnoki címet nyert. A Wisła a bajnoki címek mellett négyszer megnyerte a Lengyel Kupát is. Wisła az 1970-es években az európai versenyeken is sikereket ért el, az 1978–79-es Európa Kupában a negyeddöntőig jutott.
A klub címere piros alapon fehér csillag, amelyet kék szalag keresztez.

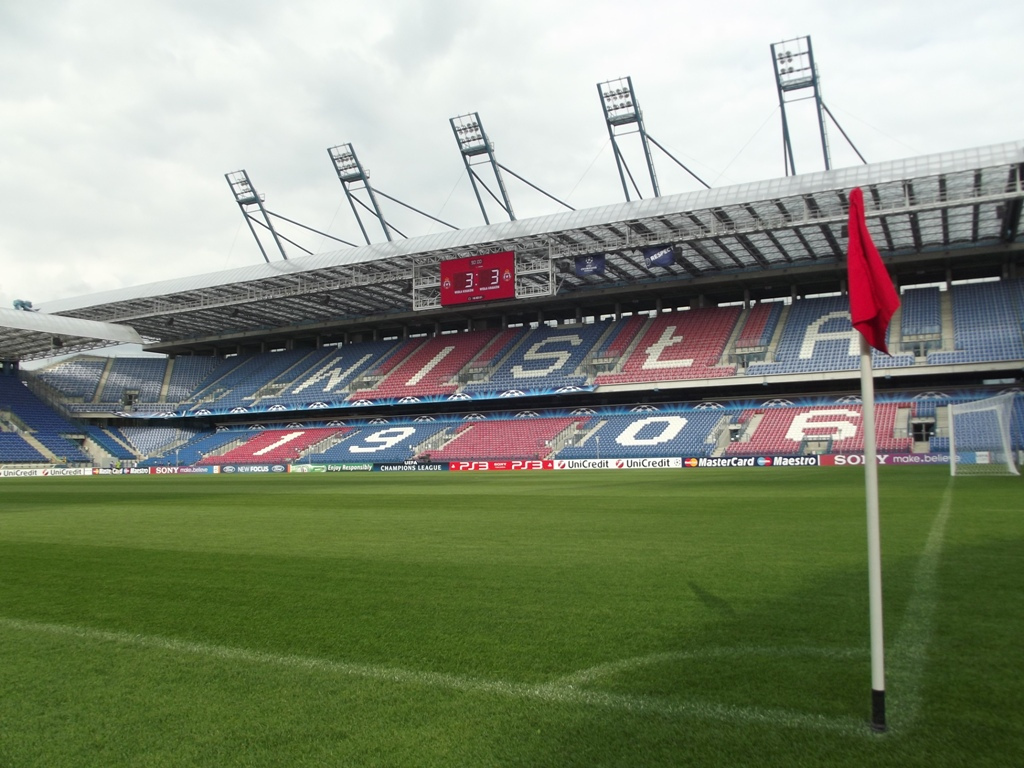
Stadion Miejski (Henryk Reyman)

## Keret

### 2018/2019
2019. február 7-i állapotnak megfelelően.

| #  |     | Poszt | Név                                                     |
| -- | --- | ----- | ------------------------------------------------------- |
| 1  | POL | K     | Mateusz Lis                                             |
| 2  | POL | V     | Rafał Pietrzak                                          |
| 4  | POL | V     | Maciej Sadlok                                           |
| 5  | POL | V     | Lukas Klemenz                                           |
| 7  | POL | KP    | Sławomir Peszko (kölcsönben a Lechia Gdańsk csapatától) |
| 8  | POL | V     | Łukasz Burliga                                          |
| 9  | POL | KP    | Rafał Boguski                                           |
| 10 | ALB | KP    | Vullnet Basha                                           |
| 11 | POL | CS    | Krzysztof Drzazga                                       |
| 16 | POL | KP    | Jakub Błaszczykowski                                    |
| 17 | POL | V     | Jakub Bartosz                                           |
| 21 | POL | V     | Marcin Grabowski                                        |
| 22 | POL | K     | Michał Buchalik                                         |

| #  |     | Poszt | Név               |
| -- | --- | ----- | ----------------- |
| 23 | POL | CS    | Paweł Brożek      |
| 24 | CRO | CS    | Marko Kolar       |
| 26 | POL | KP    | Kamil Wojtkowski  |
| 27 | POL | V     | Marcin Wasilewski |
| 29 | SVN | V     | Matej Palčič      |
| 41 | POL | V     | Jakub Ptak        |
| 43 | POL | KP    | Patryk Plewka     |
| 47 | POL | KP    | Kacper Laskoś     |
| 48 | POL | K     | Kamil Broda       |
| 49 | POL | V     | Piotr Świątko     |
| 70 | POL | KP    | Maciej Śliwa      |
| 74 | POL | K     | Kacper Chorążka   |
| -  | MNE | KP    | Vukan Savićević   |

### Kölcsönben
| #  |     | Poszt | Név                                            |
| -- | --- | ----- | ---------------------------------------------- |
| 3  | POL | V     | Piotr Żemło (a Wisła Puławy csapatánál)        |
| 11 | POL | KP    | Wojciech Słomka (a GKS Katowice csapatánál)    |
| 88 | POL | KP    | Patryk Małecki (a Spartak Trnava csapatánál)   |
| 71 | UKR | CS    | Denisz Balanyuk (az Arszenal Kijiv csapatánál) |

## Neve
Nevét Krakkó folyójának, a Visztulának a lengyel nevéről kapta.

### Elnevezései
A klub az alábbi neveken szerepelt a lengyel bajnokságban:
- 1906 és 1945 között, valamint 1990-től 1997-ig Wisła Kraków SSA
- 1945 és 1990 között Gwardyjskie Towarzystwo Sportowe Wisła
- 1997-től napjainkig Wisła Kraków

### Becenevei
- Wisła
- Wisełka
- Fehér Csillag (Biała Gwiazda)

## Eredményei

### Lengyelországban
- Lengyel bajnokság:
  - Első helyezés (13): 1927, 1928, 1949, 1950, 1978, 1999, 2001, 2003, 2004, 2005, 2008, 2009, 2011
  - Második helyezés (12): 1923, 1930, 1931, 1936, 1947, 1948, 1951, 1966, 1981, 2000, 2002, 2006, 2010
  - Harmadik helyezés (10): 1925, 1929, 1933, 1934, 1938, 1952, 1953, 1976, 1991, 1998
- Lengyel kupa:
  - Győztes (5): 1926, 1967, 2002, 2003, 2024
  - Döntős (6): 1951, 1954, 1979, 1984, 2000, 2008
- Lengyel szuperkupa:
  - Győztes (1): 2001
  - Döntős (4): 1999, 2004, 2008, 2009
- Lengyel ligakupa:
  - Győztes (1): 2001
  - Döntős (1): 2002

### Európában
- Bajnokcsapatok Európa-kupája:
  - Negyeddöntő (1): 1979
- Kupagyőztesek Európa-kupája (UEFA):
  - Negyedik Forduló (Nyolcaddöntő) (3): 1968, 1985, 2003
- UEFA Intertotó Kupa:
  - Győztes (3): 1970, 1971, 1973

### Nemzetközi
- Chicago Trophy:
  - Győztes (1): 2007

## A Wisla Európában
| Szezon    | Kiírás                       | Forduló         |                     | Ellenfél                      | Eredmény |
| --------- | ---------------------------- | --------------- | ------------------- | ----------------------------- | -------- |
| 1967/68   | Kupagyőztesek Európa Kupája  | 1. forduló      | Finnország          | HJK Helsinki                  | 4-1, 4-0 |
|           |                              | 2. forduló      | Németország         | Hamburger SV                  | 0-1, 0-4 |
| 1976/77   | UEFA-kupa                    | 1. forduló      | Skócia              | Glasgow Celtic                | 2-2, 2-0 |
|           |                              | 2. forduló      | Belgium             | R.W.D. Molenbeek              | 1-1, 1-1 |
| 1978/79   | Bajnokcsapatok Európa Kupája | 1. forduló      | Belgium             | Club Brugge K.V.              | 1-2, 3-1 |
|           |                              | 2. forduló      | Csehszlovákia       | Zbrojovka Brno                | 2-2, 1-1 |
|           |                              | Negyeddöntő     | Svédország          | Malmö FF                      | 2-1, 1-4 |
| 1981/82   | UEFA-kupa                    | 1. forduló      | Svédország          | Malmö FF                      | 0-2, 1-3 |
| 1984/85   | Kupagyőztesek Európa Kupája  | 1. forduló      | Izland              | Íþróttabandalag Vestmannaeyja | 4-2, 3-1 |
|           |                              | 2. forduló      | Hollandia           | Fortuna Sittard               | 0-2, 2-1 |
| 1998/99   | UEFA-kupa                    | 1. selejtezőkör | Wales               | Newtown F.C.                  | 0-0, 7-0 |
|           |                              | 2. selejtezőkör | Törökország         | Trabzonspor                   | 5-1, 2-1 |
|           |                              | 1. forduló      | Szlovénia           | NK Maribor                    | 2-0, 3-0 |
|           |                              | 2. forduló      | Olaszország         | Parma FC                      | 1-1, 1-2 |
| 2000/01   | UEFA-kupa                    | Selejtező       | Bosznia-Hercegovina | FK Željezničar                | 0-0, 3-1 |
|           |                              | 1. forduló      | Spanyolország       | Real Zaragoza                 | 1-4, 4-1 |
|           |                              | 2. forduló      | Portugália          | FC Porto                      | 0-0, 0-3 |
| 2001/02   | Bajnokok Ligája              | 2. selejtezőkör | Lettország          | Skonto FC                     | 2-1, 1-0 |
|           |                              | 3. selejtezőkör | Spanyolország       | FC Barcelona                  | 3-4, 0-1 |
|           | UEFA-kupa                    | 1. forduló      | Horvátország        | Hajduk Split                  | 2-2, 1-0 |
|           |                              | 2. forduló      | Olaszország         | Internazionale                | 0-2, 1-0 |
| 2002/03   | UEFA-kupa                    | Selejtező       | Észak-Írország      | Glentoran FC                  | 2-0, 4-0 |
|           |                              | 1. forduló      | Szlovénia           | NK Primorje                   | 2-0, 6-1 |
|           |                              | 2. forduló      | Olaszország         | Parma FC                      | 1-2, 4-1 |
|           |                              | 3. forduló      | Németország         | FC Schalke 04                 | 1-1, 4-1 |
|           |                              | 4. forduló      | Olaszország         | S.S. Lazio                    | 3-3, 1-2 |
| 2003/04   | Bajnokok Ligája              | 2. selejtezőkör | Ciprus              | Omonia                        | 5-2, 2-2 |
|           |                              | 3. selejtezőkör | Belgium             | Anderlecht Brussels           | 1-3, 0-1 |
|           | UEFA-kupa                    | 1. forduló      | Hollandia           | NEC Nijmegen                  | 2-1, 2-1 |
|           |                              | 2. forduló      | Norvégia            | Vålerenga I.F.                | 0-0, 0-0 |
| 2004/05   | Bajnokok Ligája              | 2. selejtezőkör | Grúzia              | WIT Georgia Tbilisi           | 8-2, 3-0 |
|           |                              | 3. selejtezőkör | Spanyolország       | Real Madrid                   | 0-2, 1-3 |
|           | UEFA-kupa                    | 1. forduló      | Grúzia              | FC Dinamo Tbilisi             | 4-3, 1-2 |
| 2005/06   | Bajnokok Ligája              | 3. selejtezőkör | Görögország         | Panathinaikósz                | 3-1, 1-4 |
|           | UEFA-kupa                    | 1. forduló      | Portugália          | Vitória de Guimarães          | 0-3, 0-1 |
| 2006/07   | UEFA-kupa                    | 2. selejtezőkör | Ausztria            | SV Mattersburg                | 1-1, 1-0 |
|           |                              | 1. forduló      | Görögország         | Iraklis Thessaloniki          | 0-1, 2-0 |
|           |                              | Csoportkör      | Anglia              | Blackburn Rovers              | 1-2      |
|           |                              |                 | Franciaország       | AS Nancy                      | 1-2      |
|           |                              |                 | Svájc               | FC Basel                      | 3-1      |
|           |                              |                 | Hollandia           | Feyenoord Rotterdam           | 1-3      |
| 2008/09   | Bajnokok Ligája              | 2. selejtezőkör | Izrael              | Beitar Jerusalem              | 1-2, 5-0 |
|           |                              | 3. selejtezőkör | Spanyolország       | FC Barcelona                  | 0-4, 1-0 |
| 2008/09   | UEFA-kupa                    | 1. forduló      | Anglia              | Tottenham Hotspur             | 1-2, 1-1 |
| 2009/10   | Bajnokok Ligája              | 2. selejtezőkör | EST                 | Levadia Tallinn               | 1-1, 0-1 |
| 2010/11   | Európa-liga                  | 2. selejtezőkör | LTU                 | FK Šiauliai                   | 2-0, 5-0 |
|           |                              | 3. selejtezőkör | AZE                 | Qarabağ FK                    | 0-1, 2-3 |
| 2011/12   | Bajnokok Ligája              | 2. selejtezőkör | Lettország          | Skonto FC                     | 1-0, 2-0 |
|           |                              | 3. selejtezőkör | BUL                 | Liteksz Lovecs                | 2-1, 3-1 |
|           |                              | 4. selejtezőkör | CYP                 | APÓEL                         | 1-0, 1-3 |
| 2011/2012 | Európa-liga                  | Csoportkör      | DEN                 | Odense BK                     | 1–3, 2–1 |
|           |                              |                 | NED                 | Twente                        | 1–4, 2–1 |
|           |                              |                 | ENG                 | Fulham                        | 1–0, 1–4 |
|           |                              | 1/16F           | BEL                 | Standard de Liège             | 1-1, 0-0 |

## Stadionja
A csapat Krakkóban, a Reymont utca 22. szám alatt (ul. Reymonta 22, 30-059 Kraków) található stadionjában játssza hazai meccseit. A stadion 1953-ban épült és a jelenlegi befogadóképessége 15,595 fő ebből 387 hely az újságírók és a különleges vendégek számára fenntartott. A vendégszurkolók szektora 251 fő befogadására képes. A stadion jelenleg bővítés alatt áll, 34,000 fősre bővítik. A stadion helyt ad 2012-es lengyel-ukrán közös rendezésű labdarúgó Európa-bajnokság mérkőzéseinek. A Wisla Stadion rekord nézőszáma 21,000 fő, ennyien tekintették meg a 2007-08-as szezonban a rivális a Legia és a Wisla meccsét. A stadion egy valóságos erődítmény a Wisla számára, a csapat tartja Európában a leghosszabb idejű veretlenséget hazai pályán. 2001. Szeptember 16-án kikaptak a KSZO Ostrowiec Świętokrzyski-től és legközelebb csak 2006. november 11-én kaptak ki otthon, amikor a GKS Belchatów győzni tudott 4-2-re. Ez az időszak 73 mérkőzésen át tartó veretlenséget eredményezett, amivel megelőzték a korábbi lengyel rekordtartót a Legia Varsót(48 mérkőzés).